# Sanel Ibrahimović
Pour les articles homonymes, voir Ibrahimović.
Sanel Ibrahimović est un footballeur bosnien né le 24 novembre 1987 à Tuzla, évoluant au poste d'attaquant. Après avoir été joueur de futsal professionnel en Bosnie, il part au Luxembourg et devient rapidement l'un des meilleurs attaquants des championnats luxembourgeois. Il ne possède aucun lien de parenté avec Zlatan Ibrahimović.

## Biographie
Sanel Ibrahimović commence à jouer au football à l'âge de six ans, lorsqu'il est détecté par le FK Sloboda Tuzla. À cause de la guerre, il est contraint, lui et sa famille, de s'exiler au Luxembourg, alors qu'il n'a que seize ans. Cette trajectoire rappelle celle de Miralem Pjanić, également originaire de Tuzla et arrivé au Luxembourg pendant son adolescence. Rapidement, il retourne, seul, dans son pays natal puis en Croatie et devient joueur professionnel de futsal,. En juin 2008, alors qu'il est en vacances à Luxembourg, sa famille l'incite à rester dans le pays,. Il s'installe ainsi dans le Nord du pays, à Wiltz, où l'on compte une importante communauté de bosniens.
Sanel Ibrahimović parvient rapidement à se faire un nom avec le FC Wiltz 71, dans le championnat du Luxembourg D2. Le joueur bosnien apprend rapidement le français et s'impose, tous les week-ends comme l'un des meilleurs buteurs du championnat,. Ses qualités de finition sont telles qu'il marque à presque chaque match. Son club adopte ainsi une nouvelle tactique : « Quand tu as le ballon, tu le passes à Sanel et il s’occupe du reste ». En 2009-2010, il est champion de D2 et accède à la première division luxembourgeoise. Malgré les excellentes performances de Sanel la saison suivante - il termine meilleur buteur du championnat ,- son club est immédiatement relégué. Fin 2010, il est observé par le FC Metz, qui envoie Philippe Gaillot le voir jouer avec son club du FC Wiltz 71 face au F91 Dudelange,. La soirée tourne au cauchemar (défaite 15-0), et ne permet pas à l'attaquant de se mettre en valeur et le club lorrain ne donne pas suite,. 
En 2011, Sanel Ibrahimović quitte le FC Wiltz 71 et s'engage pour un transfert record de 35 000€ au FC RM Hamm Benfica,. Lors de la saison 2011-2012, Ibrahimović et ses nouveaux coéquipiers terminent septième du championnat tandis que Sanel est troisième meilleur buteur de la compétition avec 20 buts marqués en 24 matchs. La saison suivante, il rejoint la Jeunesse d'Esch qui évolue également en BGL Ligue. Le championnat étant amateur, il doit travailler durant la semaine pour une société de gardiennage. Ce poste ne lui laisse que peu de temps pour ses passions. Afin de passer du temps avec sa famille et sa femme, il ne part pas en vacances pendant les trêves hivernales, notamment. Toutefois, cela a des effets bénéfiques sur sa carrière de footballeur puisqu'en se préparant au Luxembourg, il n'est jamais blessé et toujours en bonne condition à chaque saison. Avec la Jeunesse d'Esch, Sanel Ibrahimović découvre la Ligue Europa, et totalise huit matchs dans cette compétition avec le club Esch-sur-Alzette. En trois saisons, il marque un total de 57 buts en trois saisons et termine meilleur buteur du championnat en 2014 et 2015 avec respectivement 22 et 21 buts inscrits. 
En 2015, il rejoint le F91 Dudelange sous la houlette de Michel Leflochmoan. Dès sa première saison au club, alors qu'il marque moins de but en championnat (huit buts), il est sacré champion du Luxembourg en 2016 et remporte une coupe du Luxembourg la même année.

## Palmarès et distinctions personnelles

### Palmarès
Sanel Ibrahimović gagne à trois reprises la coupe du Luxembourg, avec la Jeunesse d'Esch en 2013 et le F91 Dudelange en 2016 et 2017. Il est également champion du Luxembourg 2016 et 2017 avec ce-dernier club.

### Distinctions personnelles
Sanel Ibrahimović est désigné à trois reprises meilleur buteur du championnat du Luxembourg, en 2011, 2014 et 2015.